# Новомихайловка (Куюргазинский район)
Новомихайловка (баш. Яңы Михайловка) — деревня в Куюргазинском районе Республики Башкортостан Российской Федерации. Входит в состав Кривле-Илюшкинского сельсовета. 

## География

### Географическое положение
Расстояние до:
- районного центра (Ермолаево): 36 км,
- центра сельсовета (Кривле-Илюшкино): 13 км,
- ближайшей ж/д станции (Ермолаево): 36 км.

## Население
| 2002 | 2009 | 2010 |
| ---- | ---- | ---- |
| 1    | ↗3   | ↘2   |

Национальный состав
Согласно переписи 2002 года, преобладающая национальность — чуваши (100 %).